# 200 mètres masculin aux championnats du monde d'athlétisme 2023
Pour des articles plus généraux, voir Championnats du monde d'athlétisme 2023 et 200 mètres aux championnats du monde d'athlétisme.
Navigation
Eugene 2022 Tokyo 2025
L'épreuve du 200 mètres masculin des championnats du monde de 2023 se déroule du 23 au 25 août 2023 au sein du Centre national d'athlétisme à Budapest, en Hongrie.

## Qualification
La période de qualification est comprise entre le 31 juillet 2022 et le 30 juillet 2023. Le minima de qualification est fixé à 20 s 16.

## Résultats

### Séries
Les trois premiers de chaque série (Q) et les 3 meilleurs temps (q) se qualifient pour les demi-finales. 
| Rang | Série          | Athlète                  | Pays                       | Temps         | Notes |
| ---- | -------------- | ------------------------ | -------------------------- | ------------- | ----- |
| 1    | 1              | Zharnel Hughes           | Royaume-Uni                | 19.99         | Q     |
| 2    | 7              | Kenneth Bednarek         | États-Unis                 | 20.01         | Q     |
| 3    | 2              | Noah Lyles               | États-Unis                 | 20.05         | Q     |
| 4    | 1              | Aaron Brown              | Canada                     | 20.08         | Q     |
| 5    | 7              | Alexander Ogando         | République dominicaine     | 20.14 [.132]  | Q     |
| 6    | 4              | Brendon Rodney           | Canada                     | 20.14 [.133]  | Q, SB |
| 7    | 1              | Luxolo Adams             | Afrique du Sud             | 20.15         | Q, SB |
| 8    | 6              | Erriyon Knighton         | États-Unis                 | 20.17         | Q     |
| 9    | 3              | Letsile Tebogo           | Botswana                   | 20.22         | Q     |
| 10   | 2              | Andrew Hudson            | Jamaïque                   | 20.25         | Q     |
| 11   | 1              | Shota Iizuka             | Japon                      | 20.27         | q, SB |
| 12   | 6              | Andre De Grasse          | Canada                     | 20.28         | Q     |
| 13   | 1              | Taymir Burnet            | Pays-Bas                   | 20.31         | q, PB |
| 14   | 6              | Sinesipho Dambile        | Afrique du Sud             | 20.34 [0.333] | Q     |
| 15   | 5              | Towa Uzawa               | Japon                      | 20.34 [0.336] | Q     |
| 16   | 5              | Courtney Lindsey         | États-Unis                 | 20.39         | Q     |
| 17   | 2              | Ondřej Macík             | Tchéquie                   | 20.40 [0.393] | Q     |
| 18   | 5              | Rasheed Dwyer            | Jamaïque                   | 20.40 [0.394] | Q     |
| 19   | 3              | Joseph Fahnbulleh        | Liberia                    | 20.42         | Q     |
| 20   | 5              | Tarsis Gracious Orogot   | Ouganda                    | 20.44 [0.431] | q     |
| 21   | 4              | Renan Correa             | Brésil                     | 20.44 [0.440] | Q     |
| 22   | 6              | Filippo Tortu            | Italie                     | 20.46         |       |
| 23   | 1              | Eseosa Desalu            | Italie                     | 20.49         |       |
| 24   | 3              | William Reais            | Suisse                     | 20.50         |       |
| 25   | 3              | Joshua Hartmann          | Allemagne                  | 20.51         |       |
| 26   | 7              | Alaba Akintola           | Nigeria                    | 20.54         |       |
| 27   | 6              | Joseph Amoah             | Ghana                      | 20.56 [0.551] |       |
| 28   | 4              | Shaun Maswanganyi        | Afrique du Sud             | 20.56 [0.557] |       |
| 29   | 7              | Alonso Edward            | Panama                     | 20.63         |       |
| 30   | 2              | Tapiwanashe Makarawu     | Zimbabwe                   | 20.64         |       |
| 31   | 4              | Koki Ueyama              | Japon                      | 20.66         |       |
| 32   | 2              | Ján Volko                | Slovaquie                  | 20.69         |       |
| 33   | 3              | Blessing Afrifah         | Israël                     | 20.73         |       |
| 34   | 2              | Jorge Vides              | Brésil                     | 20.80         |       |
| 35   | 5              | Yang Chun-han            | Taipei chinois             | 20.82         |       |
| 36   | 7              | Lucas Rodrigues da Silva | Brésil                     | 20.86         |       |
| 37   | 6              | Sibusiso Matsenjwa       | Eswatini                   | 20.88         |       |
| 38   | 5              | Ramil Guliyev            | Azerbaïdjan                | 20.89         |       |
| 39   | 1              | Gediminas Truskauskas    | Lituanie                   | 20.90 [0.893] |       |
| 40   | 4              | Nadale Buntin            | Saint-Christophe-et-Niévès | 20.90 [0.894] |       |
| 40   | 4              | Zoltán Wahl              | Hongrie                    | 20.90 [0.894] |       |
| 42   | 3              | Aidan Murphy             | Australie                  | 20.90 [0.895] |       |
| 43   | 7              | Taha Hussein Yaseen      | Irak                       | 21.01         |       |
| 44   | 6              | Guy Maganga Gorra        | Cameroun                   | 21.04         |       |
| 45   | 3              | Marcos Santos            | Angola                     | 21.05         | NR    |
| 46   | 2              | Ko Seung-hwan            | Corée du Sud               | 21.09         |       |
| 47   | 7              | Albert Komański          | Pologne                    | 21.16         |       |
| 48   | 2              | Leroy Kamau              | Papouasie-Nouvelle-Guinée  | 21.18         |       |
| 49   | 5              | Mindia Endeladze         | Géorgie                    | 21.20         |       |
| 50   | 3              | Hachim Maaroufou         | Comores                    | 21.29         |       |
| 51   | 4              | Mohamed Obaid Alsadi     | Oman                       | 21.39         |       |
| 52   | 1              | Franko Burraj            | Albanie                    | 21.52         |       |
| 53   | 6              | Yeykell Eliu Romero      | Nicaragua                  | 21.71         |       |
| 54   | 2              | Jessy Franco             | Gibraltar                  | 22.04         |       |
|      | 4              | James Dadzie             | Ghana                      | DNF           |       |
| 7    | Ryan Zézé      | France                   | DQ                         |               |       |
| 5    | Emmanuel Eseme | Cameroun                 | DNS                        |               |       |

### Demi-finales
Les 2 premiers de chaque série (Q) et les 2 meilleurs temps (q) se qualifient pour la finale. Le Jamaïcain Andrew Hudson est repêché et participe à la finale.
| Rang | Série | Athlète                | Pays                   | Temps | Notes |
| ---- | ----- | ---------------------- | ---------------------- | ----- | ----- |
| 1    | 1     | Noah Lyles             | États-Unis             | 19.76 | Q     |
| 2    | 2     | Kenneth Bednarek       | États-Unis             | 19.96 | Q     |
| 3    | 2     | Letsile Tebogo         | Botswana               | 19.97 | Q     |
| 4    | 3     | Erriyon Knighton       | États-Unis             | 19.98 | Q     |
| 5    | 3     | Zharnel Hughes         | Royaume-Uni            | 20.02 | Q     |
| 6    | 1     | Alexander Ogando       | République dominicaine | 20.02 | Q     |
| 7    | 3     | Andre De Grasse        | Canada                 | 20.10 | q     |
| 8    | 3     | Joseph Fahnbulleh      | Liberia                | 20.21 | q     |
| 9    | 2     | Courtney Lindsey       | États-Unis             | 20.22 |       |
| 10   | 1     | Tarsis Gracious Orogot | Ouganda                | 20.26 |       |
| 11   | 1     | Brendon Rodney         | Canada                 | 20.27 |       |
| 12   | 2     | Sinesipho Dambile      | Afrique du Sud         | 20.28 | PB    |
| 13   | 3     | Towa Uzawa             | Japon                  | 20.33 |       |
| 14   | 1     | Andrew Hudson          | Jamaïque               | 20.38 | qR    |
| 15   | 2     | Renan Correa           | Brésil                 | 20.43 |       |
| 16   | 1     | Luxolo Adams           | Afrique du Sud         | 20.44 |       |
| 17   | 3     | Rasheed Dwyer          | Jamaïque               | 20.49 |       |
| 18   | 1     | Shota Iizuka           | Japon                  | 20.54 |       |
| 19   | 2     | Taymir Burnet          | Pays-Bas               | 20.65 |       |
| 20   | 3     | Shaun Maswanganyi      | Afrique du Sud         | 20.65 |       |
| 21   | 3     | William Reais          | Suisse                 | 20.67 |       |
| 22   | 1     | Ondřej Macík           | Tchéquie               | 20.71 |       |
| 23   | 2     | Alaba Akintola         | Nigeria                | 20.75 |       |
|      | 2     | Aaron Brown            | Canada                 | DQ    |       |

### Finale
| Rang               | Couloir | Athlète           | Pays                   | Temps   | Notes |
| ------------------ | ------- | ----------------- | ---------------------- | ------- | ----- |
| Médaille d'or      | 6       | Noah Lyles        | États-Unis             | 19 s 52 |       |
| Médaille d'argent  | 8       | Erriyon Knighton  | États-Unis             | 19 s 75 |       |
| Médaille de bronze | 9       | Letsile Tebogo    | Botswana               | 19 s 81 |       |
| 4                  | 4       | Zharnel Hughes    | Royaume-Uni            | 20 s 02 |       |
| 5                  | 7       | Kenneth Bednarek  | États-Unis             | 20 s 07 |       |
| 6                  | 3       | Andre De Grasse   | Canada                 | 20 s 14 |       |
| 7                  | 5       | Alexander Ogando  | République dominicaine | 20 s 23 |       |
| 8                  | 1       | Andrew Hudson     | Jamaïque               | 20 s 40 |       |
| 9                  | 2       | Joseph Fahnbulleh | Liberia                | 20 s 57 |       |

## Légende
Records et Performances
- AR : Record continental (area record)
- CR : Record des championnats (championship record)
- MR : Record du meeting (meet record)
- NR : Record national (national record)
- OR : Record olympique (olympic record)
- PR : Record paralympique (paralympic record)
- PB : Record personnel (personal best)
- SB : Meilleure performance personnelle de la saison (season's best)
- WL : Meilleure performance mondiale de l'année (world leader)
- WJR : Record du monde junior (world junior record)
- WR : Record du monde (world record)

Circonstances et Conditions
- DNF : N'a pas terminé (did not finish)
- DNS : N'a pas pris le départ (did not start)
- DQ : Disqualification (disqualification)
- NM : Aucun essai valable enregistré (No Mark)
- Q : Qualifié « directement » au prochain tour (ou à la prochaine compétition), lors d'une compétition majeure, grâce au classement ou à la réalisation des minima (automatic qualifier)
- q : Qualifié au prochain tour (ou à la prochaine compétition), lors d'une compétition majeure, grâce au repêchage ou à la réalisation de l'une des meilleures performances parmi celles des « non qualifiés directement » (grâce au meilleur temps ou à la meilleure distance par exemple) (secondary qualifier)